# 佳能PowerShot A550
佳能 PowerShot A550是一款佳能PowerShot相机，于2007年1月推出。
Canon PowerShot A550的前作是Canon PowerShot A530，A550延续了A530大部分的设计，在像素上做了提升，之前拍摄／浏览模式的拨盘改为了按钮，也取消了程序曝光档，而佳能A系列一贯受到称赞的手动档仅保留了白平衡、ISO和曝光补偿调节。

## 主要参数
- 7.1 百万有效像素
- 4倍光学变焦
- 1/2.5 英寸 CCD
- 2.0寸TFT液晶屏，分辨率8.6万象素
- 快门：15～1/2000秒
- ISO：80/100/200/400/800
- 9点智能对焦／中央单点自动对焦
- 有声短片记录（Motion JPEG编码与单声道音频）
- 使用SDHC卡／SD卡／MMC卡作为存储介质
- 使用DIGIC II数字处理芯片
- 使用2节AA电池
- Exif 2.2
- 不带电池约160克